# Panama City (Floride)
Pour la capitale du Panama, voir Panama (ville).
Pour les articles homonymes, voir Panama (homonymie).
Panama City est une ville américaine de l'État de Floride, située dans le comté de Bay, dont elle est le siège. 

## Histoire
Entourée de trois baies, Panama City est, après Pensacola, le second port le plus important du nord-ouest de la Floride. Si les navigateurs espagnols explorèrent ces lieux au début du XVIe siècle, ce fut aux Britanniques que revint l'initiative d'y établir un village en 1765.
De nos jours, elle est une des destinations favorites des étudiants pour le Spring break.
Massalina Bayou, qui a reçu ce nom en 1886 d'après la famille Massalina, a le dernier pont-levant du nord-ouest de la Floride,.

## Transports
La ville est desservie par un aéroport international (Panama City-Bay County International Airport, code AITA : PFN, code OACI : KPFN, code FAA : PFN), situé à 5 km (3 mi) au nord-ouest de la ville.

## Démographie
| Groupe                           | Panama City | Floride | États-Unis |
| -------------------------------- | ----------- | ------- | ---------- |
| Blancs                           | 71,6        | 75,0    | 72,4       |
| Afro-Américains                  | 22,0        | 16,0    | 12,6       |
| Asiatiques                       | 1,6         | 2,4     | 4,8        |
| Métis                            | 2,9         | 2,5     | 2,9        |
| Autres                           | 1,3         | 3,6     | 6,2        |
| Amérindiens                      | 0,5         | 0,4     | 0,9        |
| Total                            | 100         | 100     | 100        |
|                                  |             |         |            |
| Hispaniques et Latino-Américains | 5,1         | 22,5    | 17,37      |

Selon l'American Community Survey, pour la période 2001-2015, 91,03 % de la population âgée de plus de 5 ans déclare parler l'anglais à la maison, 5,30 % déclare parler l'espagnol, 0,93 % le vietnamien et 2,74 % une autre langue.

## Jumelage
- Mérida (Mexique)